# Cirratuliformia
Cirratuliformia ist der Name eines meist als Unterordnung kategorisierten Taxons meist sessiler und röhrenbauender, als Filtrierer lebender Vielborster (Polychaeta), die in Meeren weltweit zu finden sind. Sie wurden zunächst zu den Spionida und später zu den Terebellida gestellt, gehören aber möglicherweise keiner dieser beiden Gruppen an.

## Merkmale
Die Cirratuliformia haben wie alle Canalipalpata ein Paar oder auch zahlreiche Palpen mit jeweils einer Wimperrinne, deren Cilien kleine Nahrungspartikel zum Mund befördern. Im Unterschied zu anderen Canalipalpata entspringen diese Palpen jedoch nicht am Prostomium, sondern an dem ersten oder mehreren dem Peristomium folgenden Segmenten. Am Prostomium sitzen keinerlei Antennen oder sonstige Körperanhänge. Die Lappen der Parapodien sind nur schwach entwickelt. Der ausstülpbare Pharynx sitzt ventral und hat die Form eines dicken Polsters.

## Verbreitung, Lebensraum und Lebensweise
Die Cirratuliformia sind in Meeren weltweit verbreitet und leben sowohl auf weichen als auch auf harten Substraten, wo sie ihre Wohnröhren bauen und so als sessile Tiere leben oder sich auch im weichen Substrat eingraben. Sie ernähren sich als Filtrierer von Detritus und Phytoplankton, das sie mit ihren Tentakeln aus der Meeresströmung auffangen und zum Mund transportieren.

## Systematik
Das Taxon Cirratuliformia wurde 1977 von Kristian Fauchald mit den beiden Familien Cirratulidae und Acrocirridae als Unterordnung innerhalb der Ordnung der Spionida beschrieben. Gregory W. Rouse und Kristian Fauchald stellten 1998 diese Familien in die Unterordnung Terebellida, mit denen sie als gemeinsame Merkmale die kräftige Kehlmembran und die Produktion von Blutzellen im dorsalen Blutgefäß haben, innerhalb der Ordnung Canalipalpata in der Unterklasse Palpata. Struck, Golombek und andere (2015) sehen dagegen die Cirratuliformia auf Grund phylogenetischer Untersuchungen auf molekulargenetischer Grundlage als Schwestergruppe der Siboglinidae (Bartwürmer), mit denen zusammen sie wiederum eine Schwestergruppe zu einer Klade aus den Sabellida und Spionida bilden. Die hieraus bestehende größere Gruppe umfasst damit einen Großteil der bisherigen Canalipalpata; die laut Rouse und Fauchald mit den Cirratuliformia zusammengehörenden Terebelliformia stünden zu diesen jedoch nicht enger Beziehung, sondern bilden hiernach eine Schwestergruppe zu den Arenicolidae.
Geoffrey Read und Kristian Fauchald zählen 2018 zur Unterordnung Cirratuliformia folgende Familien:
- Acrocirridae Banse, 1969
- Cirratulidae Ryckholt, 1851
- Fauveliopsidae Hartman, 1971
- Flabelligeridae de Saint-Joseph, 1894
- Sternaspidae Carus, 1863